# 高橋建
高橋 建（たかはし けん、1969年4月16日 - ）は、神奈川県横浜市戸塚区出身の元プロ野球選手（投手、左投左打）、コーチ、野球解説者。2016年から2021年まで阪神タイガースの二軍で投手コーチや育成コーチを務めた。
現在は広島東洋カープの二軍投手コーチを務める。

## 経歴

### プロ入り前
小学4年の時に野球を始める。横浜高校では一塁手兼外野手としてプレー。
東都大学野球の拓殖大学へ進学、大学時代は2部リーグにおいて野手として通算17本塁打を放つが4年から投手として頭角を現す。
その後トヨタ自動車では1年目の都市対抗野球で2戦続けて先発、以降2年は補強選手となり1994年は決勝でも登板。1994年度ドラフト会議にて広島東洋カープから4位指名を受けて入団。

### 広島時代
1995年は中継ぎ中心ながら先発でも起用され、39試合に登板し、4勝4敗、防御率3.90の成績を残した。
1996年7月28日にはウエスタン・リーグでノーヒットノーランを達成。同年は1軍でも24試合に登板したが2勝に留まった。
1997年は34試合に登板したが、防御率4点台後半と安定感を欠いた。この年チームはAクラスだったが、次のAクラスは2013年だったため、高橋が広島でAクラスを経験したのはこの年が最後だった。
1998年は41試合に登板し3勝8敗の成績だったが、防御率3.83と4年ぶりに防御率3点台を記録した。
1999年からは左の先発不足もあって先発での登板機会が増えた。同年もこれまで同様中継ぎ中心の起用がなされ、36試合に登板したが、先発では13試合で起用された。この年も3勝に留まった。
2000年は5勝9敗と負け越したものの自己最多となる50試合に登板し、オールスターゲームにも初選出された。また、シーズン終盤は抑えとして活躍を見せた。
2001年からは本格的に先発に転向し、開幕から左の先発メンバーのローテーション入りを果たし、自身初の2桁勝利（10勝8敗）に加え、オールスターゲームに2年連続選出を果たした。
2002年は8月28日にその年に日本一となる読売ジャイアンツ相手に173球投げて、1-0での完封勝利をするなど見せ場もあったが9勝に留まり2年連続での2桁勝利を逃した他、リーグ最多の14敗を記録した。
2003年開幕から8連勝を成し遂げ、最速149km/hのストレートと鋭いシュートを武器に防御率も1点台前半を記録した。前半不調だった黒田博樹、佐々岡真司、扁桃腺炎を患って戦線離脱した長谷川昌幸の穴を埋める活躍をして、左腕エースと呼ばれた。しかし、後半戦は1勝止まり。投手タイトルはもとより2年ぶりの2桁勝利も逃し2年連続で9勝に留まった。
2004年は前年の活躍から一転し、18試合で3勝10敗、防御率5.53と投球内容が悪化。オフにはFA権を取得。巨人、阪神、MLBのトロント・ブルージェイズが獲得の動きを見せたが、権利を行使せず残留。
2005年は開幕から先発ローテーションの一角を担っていたが膝の故障で思うような投球ができず、14試合の登板に終わりプロ入り初の一軍未勝利となった。8月10日の精密検査で「左ひざ大腿骨滑車面軟骨損傷」と診断され、同月26日に左ひざを手術。一時は引退も考えたが、現役続行を希望してオフには前年の半額となる年俸で契約更改。
2006年はプロ入り初の先発登板無しに終わったが膝の故障が癒えた結果、防御率は4点台であったものの年間通して中継ぎ左腕として活躍し自己最高の54試合に登板し15ホールドをマークした。
2007年は開幕一軍は逃したものの、ジャレッド・フェルナンデスの故障によって先発に復帰し、5月17日の倉敷マスカットスタジアムでの対阪神戦で、2004年6月以来1072日ぶりの先発勝利を挙げた。往年の球威で押すスタイルからコントロールと変化球、特にシュートを有効に使った投球スタイルになり安定した投球を見せた。長年苦手だった夏場も特に問題なく乗り越えた。22試合に投げ規定投球回には不足したが5勝を挙げた。
2008年4月19日の対巨人戦にて投球数わずか102球で完封勝利。これは大野豊に次ぐ球団史上2位の高齢完封記録であると共に、対巨人戦完封の最年長記録でもある。5月3日の対横浜戦でも6回を無失点と好投し、更には横浜のエース三浦大輔から実に7年ぶりとなる先制の2ラン本塁打を放ち、この流れに乗って広島が勝利した。前半戦で6勝4敗、防御率3.03（選出時）の活躍を見せ、初めてファン投票によって同年のオールスターゲームに選出された。監督推薦だった2003年以来4度目の選出で、39歳2ヶ月のファン投票による選出は投手の最年長記録、39歳以上での初選出も史上3人目となる。しかし、9月には疲労で一軍登録を抹消された。最終的に規定投球回には到達しなかったが8勝5敗、防御率3.50の成績を残した。11月10日に、メジャーリーグへの移籍を視野に入れ、FA権を行使。

### ブルージェイズ傘下時代
2009年2月2日にピーター・グリーンバーグが代表取締役を務めるPEG社と業務提携しているGSEグループの中西剛を代理人とし、トロント・ブルージェイズとマイナー契約を結んだ。招待選手として春季キャンプに参加したが、ビザ取得に追われて充分な練習期間に恵まれぬまま3月1日のオープン戦に初登板。その2イニング目でのスクイズの打球処理の際に、以前にも痛めた右脹脛を痛めた。その後マイナーで調整したが、3月30日に解雇される。

### メッツ時代
2009年3月30日にニューヨーク・メッツとマイナー契約。その後傘下AAA級バッファローで6試合に登板、11回2/3を投げて防御率0.77を記録。4月26日、メジャーに初昇格。5月2日のフィラデルフィア・フィリーズ戦で2番手としてメジャー初登板。40歳でのメジャーデビューは第二次世界大戦以降ではサチェル・ペイジの42歳、ディオメデス・オリーボの41歳に次いで史上3位の高齢記録となった。6月22日、マイナーのAAA級バッファローに降格。8月24日にメジャーに再昇格。3年ぶりに先発登板なしで中継ぎとして28試合に登板し、防御率2.96の快投を見せたものの10月20日にはメッツから契約を解除された。

### 広島復帰
2009年12月21日、広島東洋カープに2年ぶりに復帰することが決定した。背番号は再び22を着用。翌春のキャンプでは、長女の誕生日でもあったキャンプ2日目からブルペンで初投げをするほど先発ローテーション入りへの意気込みを見せた。
2010年は主に中継ぎとして起用され、4月16、17日の対中日戦（マツダスタジアム）では、2日連続で勝利投手となった。40歳代の投手が2日連続で勝利投手になるのは史上初である。しかし5月以降は成績が悪化し、6月21日に一軍登録から抹消された。二軍でも首痛などに悩まされて調整が進まず、9月8日に現役引退を表明した。
引退試合となった9月29日の対横浜戦（マツダスタジアム）では、長女と二女をバッテリーに高橋自身が打者を務める始球式を行った。そして8点をリードした八回表に最終登板すると、ホセ・カスティーヨを空振り三振に仕留め、打者1人のみで降板した。試合終了後、引退セレモニーが行われた。

### 引退後
2011年から2015年まで、中国放送（RCC）とデイリースポーツ新聞広島支社で野球解説者を務めた。また、2011年秋からは、JR西日本広島支社のイメージキャラクターを担当。山陽新幹線「東京行くなら新幹線」キャンペーンの「のぞみは次々やってくる」 のCMや、J-WESTカードのポスターなどに登場している。2015年5月16日には、貸切片道新幹線「常車魂～RED RIDING～」（東海道・山陽新幹線の片道利用と連動した広島球団主催のファン招待イベント）に、サプライズゲストとして参加した。
2015年11月7日に、阪神タイガースの二軍投手コーチへ就任することが球団から発表された。広島時代のチームメイトで、同年10月に阪神の一軍監督へ就任した金本知憲と野球観を共有することによる。なお、高橋の就任によって、阪神の2016年コーチングスタッフがすべて確定した。
2021年から二軍育成コーチに配置転換されたが、シーズン終了後の11月2日に、退団が発表された。同15日、古巣の広島に投手コーチとして復帰することが発表された。

## プレースタイル
最速150km/h（1999年7月14日に記録）の直球と多彩な変化球が武器だった。
入団当初から足を高く振り上げる独特の投球フォームが彼の特徴で、三振もとれる速球派でもあったが、制球力に難があったため、2000年から足をあまり高く上げない通常の投球フォームに変えた。
中日ドラゴンズとの相性が良く、ナゴヤドームでは良い投球をする。一方、阪神には弱く、10年目の2004年シーズンまでは甲子園で勝ったことがなかった。
大学時代は外野手だったということもあり打撃も得意としている。2003年3月29日開幕カードの対ヤクルトスワローズ2回戦では自ら均衡を破るタイムリー三塁打を放っている。また二軍での通算打率は3割を超えており、一軍戦では通算3本塁打を放っている。なお、プロ初本塁打は、7年目の2001年4月8日に斎藤雅樹から放った。広島投手では1999年の広池浩司以来の本塁打であった。
投手転向は大学4年時とあるが、小学校・中学校での軟式野球では投手であった。

## 人物
愛称は「建さん」。
トヨタ自動車入社後は投手として日本代表に入り、社会人2年目の1993年のドラフト会議では8球団からオファーを受け、1・2位候補として名前が挙がったが会社の慰留によって残留した。翌年はチームの不振から評価が下がり、「上位指名できない」との連絡を次々に受けて本人も「プロ入りできないと覚悟した時期もあった」が、1994年11月13日に広島から獲得の意向を伝えられ、「順位も金額も関係ない。素直にうれしかった」とプロ入りを決断した
巨人相手に2000年9月（東京ドーム）に通算100号のサヨナラ本塁打、2002年6月（札幌ドーム）に球団通算7500号本塁打を喫している。またどちらも対戦打者は奇しくも高橋由伸である。

## 詳細情報

### 年度別投手成績
| 年 度     | 球 団     | 登 板 | 先 発 | 完 投 | 完 封 | 無 四 球 | 勝 利 | 敗 戦 | セ 丨 ブ | ホ 丨 ル ド | 勝 率 | 打 者 | 投 球 回 | 被 安 打 | 被 本 塁 打 | 与 四 球 | 敬 遠 | 与 死 球 | 奪 三 振 | 暴 投 | ボ 丨 ク | 失 点 | 自 責 点 | 防 御 率 | W H I P |
| --------- | --------- | ----- | ----- | ----- | ----- | -------- | ----- | ----- | -------- | ----------- | ----- | ----- | -------- | -------- | ----------- | -------- | ----- | -------- | -------- | ----- | -------- | ----- | -------- | -------- | ------- |
| 1995      | 広島      | 39    | 6     | 0     | 0     | 0        | 4     | 4     | 0        | --          | .500  | 393   | 90.0     | 85       | 12          | 45       | 3     | 0        | 54       | 1     | 1        | 44    | 39       | 3.90     | 1.44    |
| 1996      | 広島      | 24    | 4     | 0     | 0     | 0        | 2     | 1     | 1        | --          | .667  | 233   | 52.2     | 57       | 4           | 20       | 1     | 1        | 40       | 4     | 0        | 33    | 29       | 4.96     | 1.46    |
| 1997      | 広島      | 34    | 4     | 0     | 0     | 0        | 3     | 4     | 0        | --          | .429  | 282   | 62.0     | 69       | 8           | 34       | 1     | 0        | 35       | 3     | 0        | 37    | 33       | 4.79     | 1.66    |
| 1998      | 広島      | 41    | 9     | 0     | 0     | 0        | 3     | 8     | 0        | --          | .273  | 431   | 101.0    | 92       | 10          | 46       | 2     | 2        | 76       | 5     | 1        | 45    | 43       | 3.83     | 1.37    |
| 1999      | 広島      | 36    | 13    | 2     | 1     | 0        | 3     | 7     | 0        | --          | .300  | 448   | 102.0    | 102      | 21          | 40       | 3     | 2        | 90       | 9     | 0        | 64    | 53       | 4.68     | 1.39    |
| 2000      | 広島      | 50    | 10    | 2     | 1     | 0        | 5     | 9     | 4        | --          | .357  | 482   | 112.1    | 89       | 13          | 57       | 7     | 3        | 88       | 6     | 0        | 56    | 49       | 3.93     | 1.30    |
| 2001      | 広島      | 30    | 25    | 5     | 1     | 0        | 10    | 8     | 0        | --          | .556  | 736   | 173.0    | 165      | 23          | 60       | 6     | 8        | 132      | 6     | 0        | 89    | 82       | 4.27     | 1.30    |
| 2002      | 広島      | 26    | 25    | 6     | 3     | 0        | 9     | 14    | 0        | --          | .391  | 758   | 173.1    | 197      | 22          | 38       | 4     | 3        | 142      | 2     | 0        | 92    | 74       | 3.84     | 1.36    |
| 2003      | 広島      | 24    | 24    | 6     | 1     | 3        | 9     | 8     | 0        | --          | .529  | 706   | 167.0    | 174      | 26          | 36       | 2     | 8        | 127      | 2     | 0        | 76    | 68       | 3.66     | 1.26    |
| 2004      | 広島      | 18    | 17    | 0     | 0     | 0        | 3     | 10    | 0        | --          | .231  | 428   | 96.0     | 122      | 24          | 24       | 0     | 2        | 66       | 0     | 1        | 66    | 59       | 5.53     | 1.52    |
| 2005      | 広島      | 14    | 4     | 0     | 0     | 0        | 0     | 2     | 0        | 0           | .000  | 133   | 26.2     | 43       | 7           | 9        | 1     | 1        | 14       | 1     | 0        | 28    | 28       | 9.45     | 1.95    |
| 2006      | 広島      | 54    | 0     | 0     | 0     | 0        | 2     | 3     | 0        | 15          | .400  | 201   | 46.0     | 46       | 9           | 16       | 2     | 1        | 40       | 0     | 0        | 27    | 24       | 4.70     | 1.35    |
| 2007      | 広島      | 22    | 20    | 0     | 0     | 0        | 5     | 4     | 0        | 0           | .556  | 481   | 112.0    | 116      | 18          | 36       | 1     | 5        | 74       | 3     | 0        | 54    | 46       | 3.70     | 1.36    |
| 2008      | 広島      | 21    | 20    | 1     | 1     | 0        | 8     | 5     | 0        | 0           | .615  | 503   | 115.2    | 124      | 11          | 42       | 2     | 5        | 71       | 1     | 0        | 50    | 45       | 3.50     | 1.44    |
| 2009      | NYM       | 28    | 0     | 0     | 0     | 0        | 0     | 1     | 0        | 0           | .000  | 116   | 27.1     | 23       | 2           | 14       | 1     | 2        | 23       | 2     | 1        | 9     | 9        | 2.96     | 1.35    |
| 2010      | 広島      | 26    | 1     | 0     | 0     | 0        | 4     | 5     | 0        | 8           | .444  | 144   | 30.0     | 37       | 8           | 19       | 2     | 0        | 17       | 0     | 0        | 32    | 31       | 9.30     | 1.87    |
| NPB：15年 | NPB：15年 | 459   | 182   | 22    | 8     | 3        | 70    | 92    | 5        | 23          | .432  | 6359  | 1459.2   | 1518     | 216         | 522      | 37    | 41       | 1066     | 43    | 3        | 793   | 703      | 4.33     | 1.40    |
| MLB：1年  | MLB：1年  | 28    | 0     | 0     | 0     | 0        | 0     | 1     | 0        | 0           | .000  | 116   | 27.1     | 23       | 2           | 14       | 1     | 2        | 23       | 2     | 1        | 9     | 9        | 2.96     | 1.35    |

- 各年度の太字はリーグ最高

### 年度別守備成績
| 年 度 | 球 団 | 投手（P） | 投手（P） | 投手（P） | 投手（P） | 投手（P） | 投手（P） |
| 年 度 | 球 団 | 試 合     | 刺 殺     | 補 殺     | 失 策     | 併 殺     | 守 備 率  |
| ----- | ----- | --------- | --------- | --------- | --------- | --------- | --------- |
| 1995  | 広島  | 39        | 4         | 22        | 1         | 1         | .963      |
| 1996  | 広島  | 24        | 5         | 9         | 1         | 1         | .933      |
| 1997  | 広島  | 34        | 7         | 10        | 1         | 2         | .944      |
| 1998  | 広島  | 41        | 6         | 23        | 1         | 0         | .967      |
| 1999  | 広島  | 36        | 8         | 15        | 0         | 0         | 1.000     |
| 2000  | 広島  | 50        | 6         | 24        | 2         | 1         | .938      |
| 2001  | 広島  | 30        | 13        | 26        | 3         | 3         | .929      |
| 2002  | 広島  | 26        | 11        | 31        | 4         | 2         | .913      |
| 2003  | 広島  | 24        | 8         | 31        | 2         | 3         | .951      |
| 2004  | 広島  | 18        | 5         | 22        | 1         | 4         | .964      |
| 2005  | 広島  | 14        | 0         | 5         | 1         | 1         | .833      |
| 2006  | 広島  | 54        | 1         | 8         | 0         | 1         | 1.000     |
| 2007  | 広島  | 22        | 4         | 19        | 1         | 2         | .958      |
| 2008  | 広島  | 21        | 7         | 22        | 0         | 1         | 1.000     |
| 2009  | NYM   | 28        | 1         | 6         | 0         | 2         | 1.000     |
| 2010  | 広島  | 26        | 0         | 7         | 0         | 1         | 1.000     |
| NPB   | NPB   | 459       | 85        | 274       | 18        | 23        | .952      |
| MLB   | MLB   | 28        | 1         | 6         | 0         | 2         | 1.000     |

- 各年度の太字はリーグ最高

### 表彰
- ベスト・ファーザー イエローリボン賞 in 「プロ野球部門」（2010年）

### 記録
初記録
投手記録
- 初登板：1995年4月8日、対横浜ベイスターズ2回戦（広島市民球場）、6回表に2番手で救援登板、1回2/3を2安打無失点
- 初奪三振：同上、7回表に佐伯貴弘から
- 初先発：1995年4月16日、対ヤクルトスワローズ3回戦（広島市民球場）、4回4安打4失点で敗戦投手
- 初勝利：1995年4月20日、対中日ドラゴンズ3回戦（長良川球場）、2回表に2番手で救援登板、6回無失点
- 初セーブ：1996年9月29日、対横浜ベイスターズ25回戦（広島市民球場）、7回表に3番手で救援登板・完了、3回無失点
- 初先発勝利：1996年10月6日、対横浜ベイスターズ26回戦（広島市民球場）、5回2/3を3失点
- 初完投勝利・初完封勝利：1999年8月1日、対読売ジャイアンツ18回戦（広島市民球場）
- 初ホールド：2006年4月19日、対横浜ベイスターズ2回戦（広島市民球場）、6回表に2番手で救援登板、2回無失点

打撃記録
- 初安打：1996年6月14日、対中日ドラゴンズ10回戦（広島市民球場）、2回裏に山本昌から右前安打
- 初打点：1999年9月29日、対阪神タイガース25回戦（広島市民球場）、1回裏にカート・ミラーから一塁適時内野安打
- 初本塁打：2001年4月8日、対読売ジャイアンツ3回戦（広島市民球場）、3回裏に斎藤雅樹から右越ソロ

節目の記録
- 1000投球回：2003年8月20日、対ヤクルトスワローズ20回戦（広島市民球場）、1回表にアレックス・ラミレスを三塁ゴロで2死目を取り達成 ※史上293人目
- 1000奪三振：2008年5月9日、対東京ヤクルトスワローズ4回戦（明治神宮野球場）、2回裏に村中恭兵から ※史上121人目

その他の記録
- オールスターゲーム出場：4回（2000年、2001年、2003年、2008年）

### 背番号
- 22（1995年 - 2008年、2010年）
- 36（2009年）
- 72（2016年 - 2021年）
- 87（2022年 - ）

## 関連情報

### 野球解説者時代の出演番組
- S☆1 BASEBALL（2011年 - 2015年、TBSテレビ系列のプロ野球中継の現行タイトル。RCCテレビのローカル放送では『RCCカープナイター／RCCカープデーゲーム中継』名義）
- MLBスタジアム（2011年 - 2015年、TBSテレビ・BS-TBS）
- RCCカープナイター／RCCカープデーゲーム中継（2011年 -　2015年、 RCCラジオ）